# Guaranda Fútbol Club
El Guaranda Fútbol Club es un equipo de fútbol profesional de la ciudad de Guaranda, Provincia de Bolívar, Ecuador. Fue fundado el 1 de enero de 2014 . Su directiva aún está siendo confirmada, pero está integrada o conformada por el presidente, el vicepresidente, el Secretario, el Tesorero y el Coordinador.  Se desempeña en el Campeonato Provincial de Segunda Categoría de Bolívar, también en la Segunda Categoría del Campeonato Ecuatoriano de Fútbol.
Está afiliado a la Asociación de Fútbol Profesional de Bolívar.